# Al-Mustansir Billah
Pour les articles homonymes, voir Al-Mustansir.
Al-Mustansir Billah était le 8e calife fatimide et le 18e imam ismaélien de 1035 à 1094. Il est né le 5 juillet 1029, et il est mort le 24 décembre 1094,.

## Biographie
Enfant lors de son arrivée au pouvoir, il n'a alors que sept ans, il est le jouet des factions militaires.
Pendant le début de son règne, sa mère, esclave d'origine soudanaise, exerce la régence. Elle a fait venir une grande quantité d'esclaves noirs qui entrent en conflit avec les mamelouks d'origine turque soutenus par ceux d'origine maghrébine. Les esclaves noirs en rébellion sont battus une première fois en 1062 près du Caire puis ils sont expulsés d'Égypte en 1067.
En 1073, grâce au général arménien et gouverneur d’Acre Badr al-Jamali, il réussit à restaurer l’ordre en Égypte. Cependant l'empire continue à décliner. Les Seldjoukides prennent la Syrie et certaines parties de l’Arabie, mais l'ismaélisme progresse au Yémen et en Inde. Les Qarmates sont vaincus par des tribus arabes en 1077 et leur royaume disparaît. En 1090-1091, Malte et la Sicile tombent aux mains des Normands.
Al-Mustansir est aussi associé à la dispersion du trésor des Fatimides durant son règne à la suite de difficultés financières. Le trésor, dont de nombreux objets précieux en cristal de roche, aurait été vendu et dispersé entre 1061 et 1069, comme rapporté dans le Kitāb al-Hadāyā waʾl-tuḥaf.